# Parafia Najświętszej Maryi Panny Szkaplerznej w Iwnie
Parafia Najświętszej Maryi Panny Szkaplerznej w Iwnie – parafia rzymskokatolicka, znajdująca się w archidiecezji poznańskiej, w dekanacie kostrzyńskim.